# Saint-Vran
Saint-Vran är en kommun i departementet Côtes-d'Armor i regionen Bretagne i nordvästra Frankrike. Kommunen ligger i kantonen Merdrignac som tillhör arrondissementet Dinan. År 2022 hade Saint-Vran 755 invånare.

## Befolkningsutveckling
Antalet invånare i kommunen Saint-Vran
Referens:INSEE